# Орбітальна станція

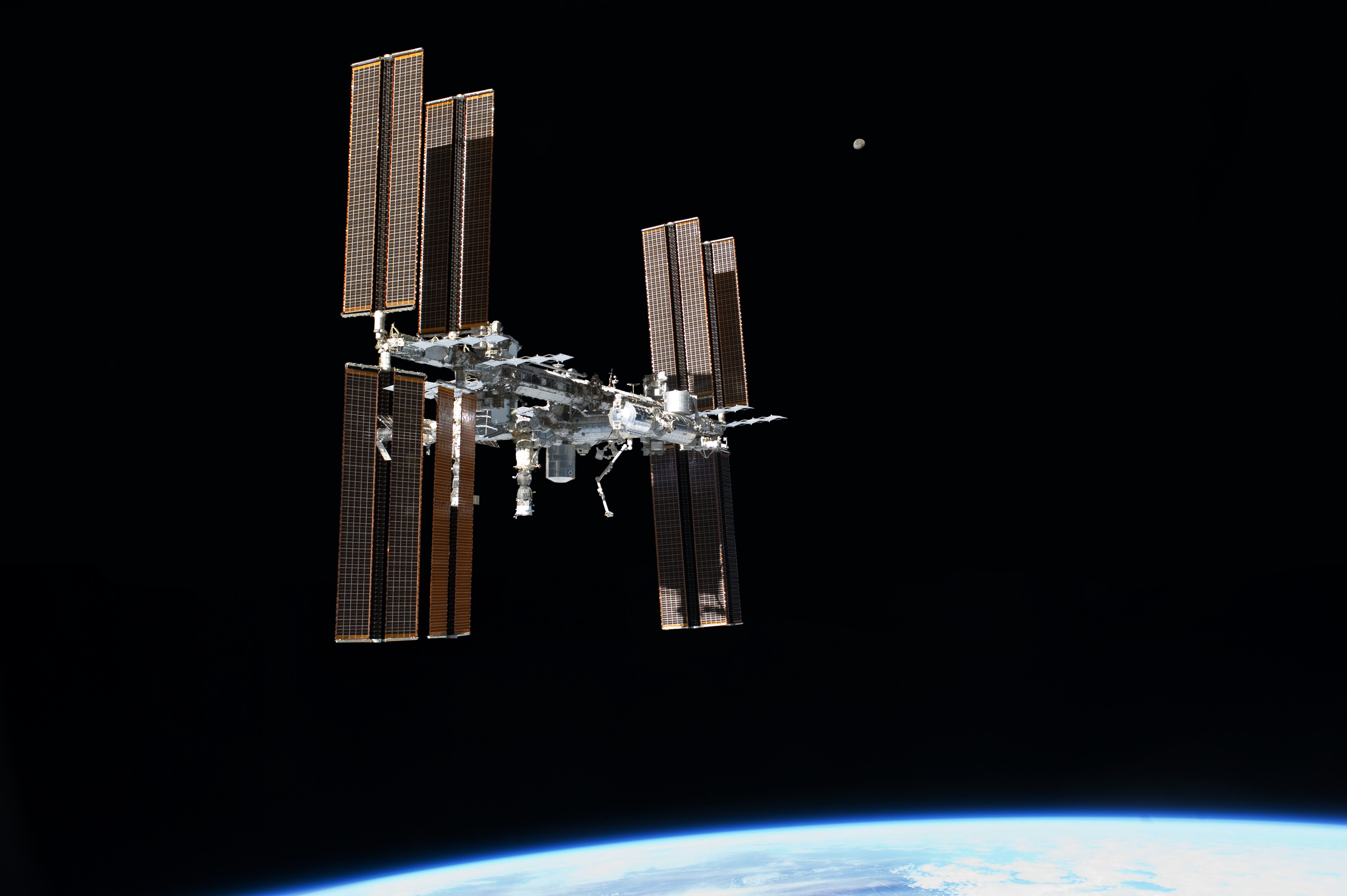
Модульна Міжнародна космічна станція

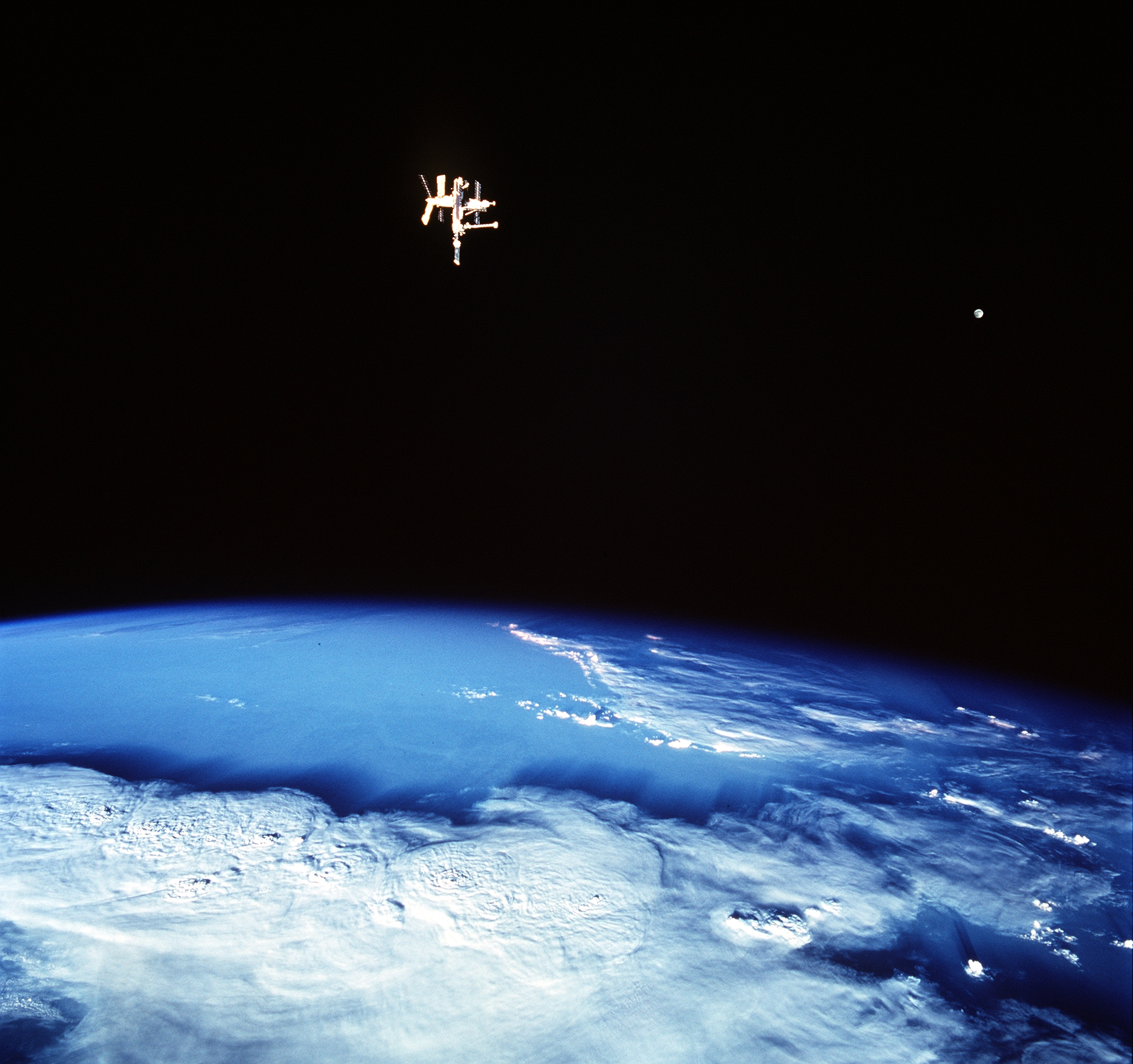
Станція Мир

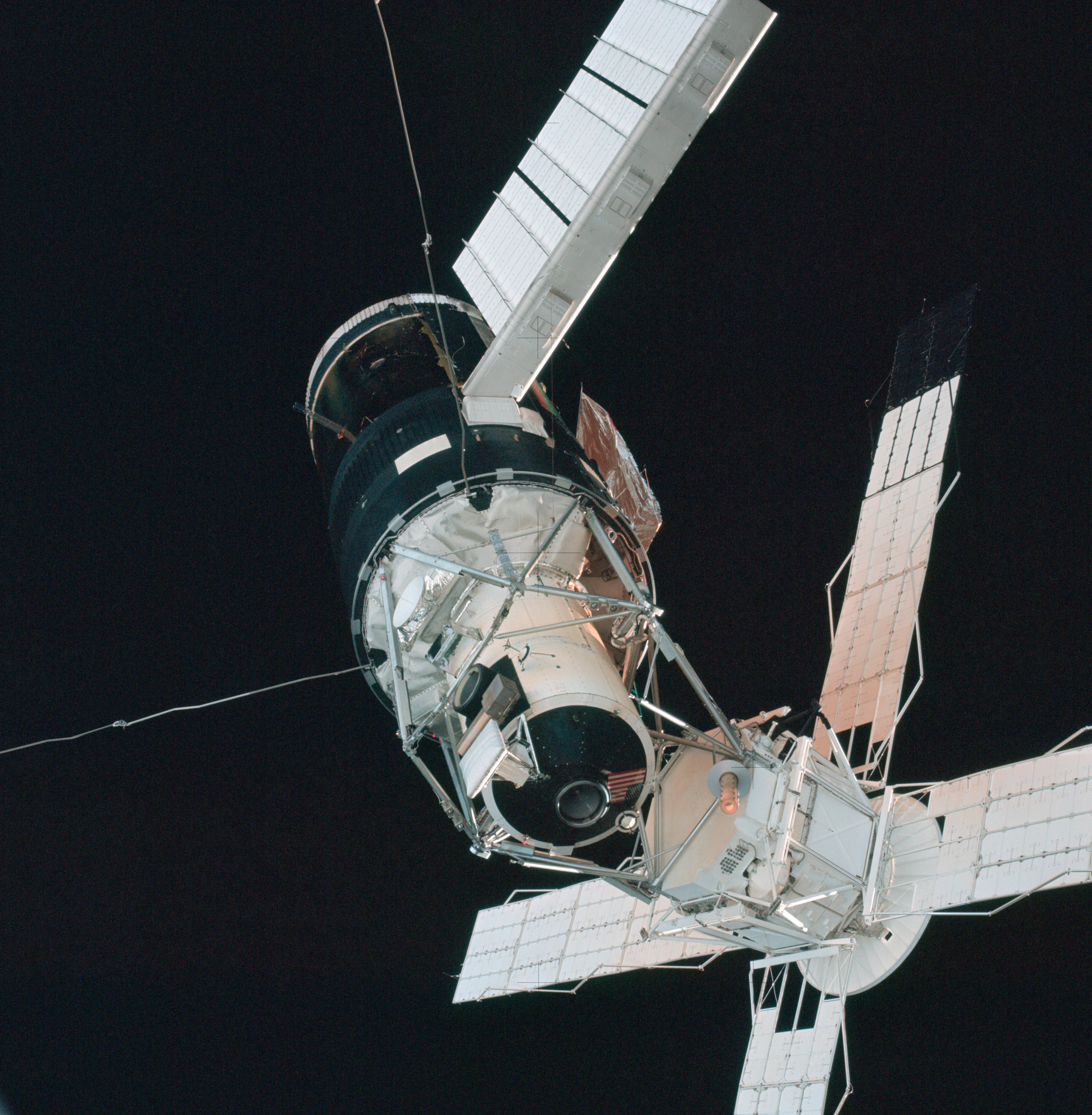
Станція Скайлеб США 1970-х років

Орбітальна станція (ОС) — космічний апарат, призначений для довгострокового перебування людей на навколоземній орбіті з метою проведення наукових досліджень в умовах космічного простору, розвідки, спостережень за поверхнею й атмосферою планети, астрономічних спостережень тощо.
Від штучних супутників Землі відрізняється наявністю екіпажу, що періодично змінюється за допомогою пілотованих  космічних кораблів. Вантажні ж кораблі доставляють на ОС запаси палива й матеріалів для функціонування технічних систем станції, засобу життєзабезпечення екіпажу, особисту кореспонденцію його членів, запасні частини для ремонту й модернізації самої станції, блоки встаткування для розширення її функцій, матеріали для проведення нових досліджень тощо. Спускна капсула корабля доставляє на Землю  для заміни членів екіпажу, результати проведених досліджень і спостережень.
На ОС є комплекс технічних систем, що забезпечують корекцію орбіти станції, її орієнтацію, стабілізацію, постачання електроенергією (сонячними панелями), зв'язок з центром керування польотами і виконання поставлених завдань.
ОС останніх поколінь (Мир, МКС) мають модульну архітектуру — станція складається з модулів — секцій, що доставляють на орбіту окремо, і, що збирають у єдине ціле на орбіті. Така технологія дозволяє створити станцію з масою, що багаторазово перевищує максимальне корисне навантаження одного ракети-носія, і поступово нарощувати житловий і робочий простір станції, розширюючи, таким чином, як склад екіпажу, так і кількість і номенклатуру проведених на ній робіт.

Орбітальні станції
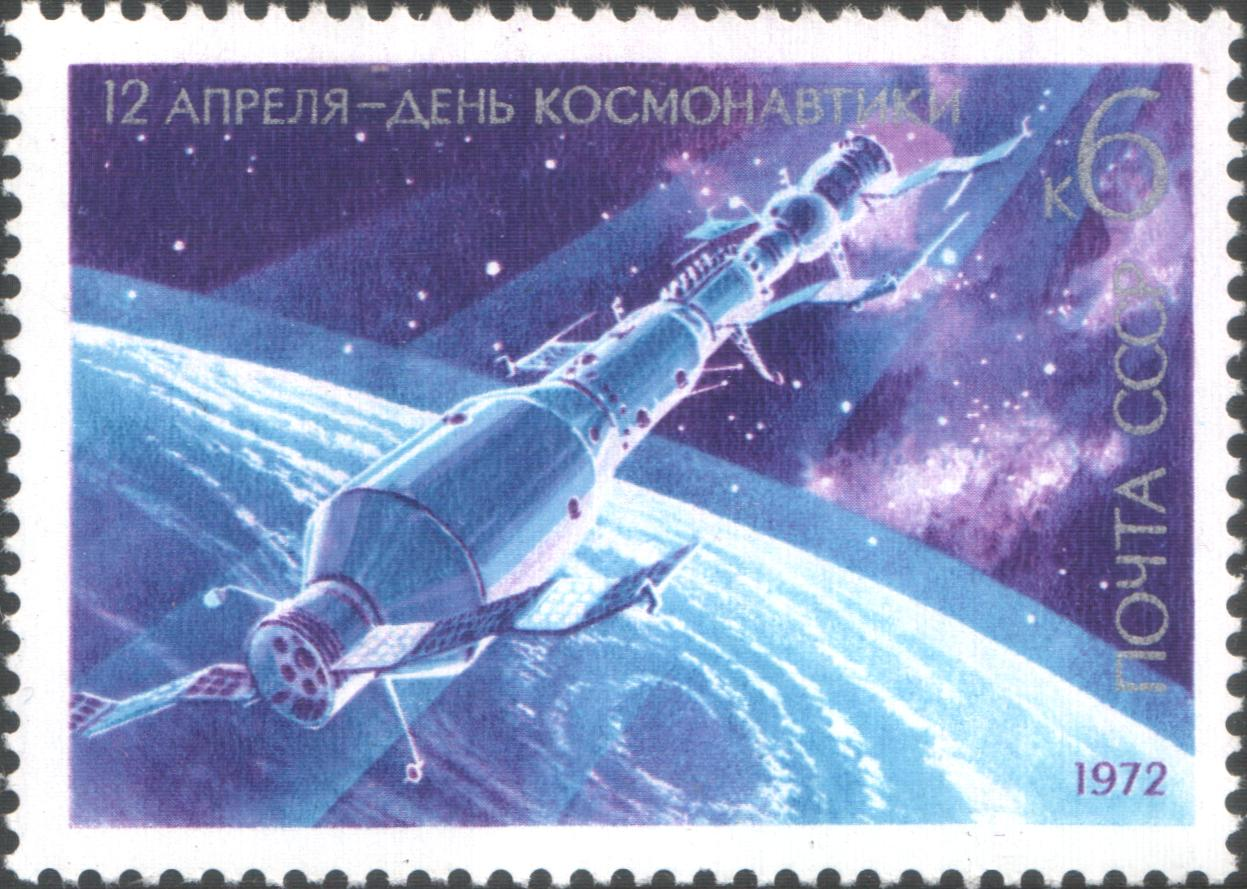
Салют-6
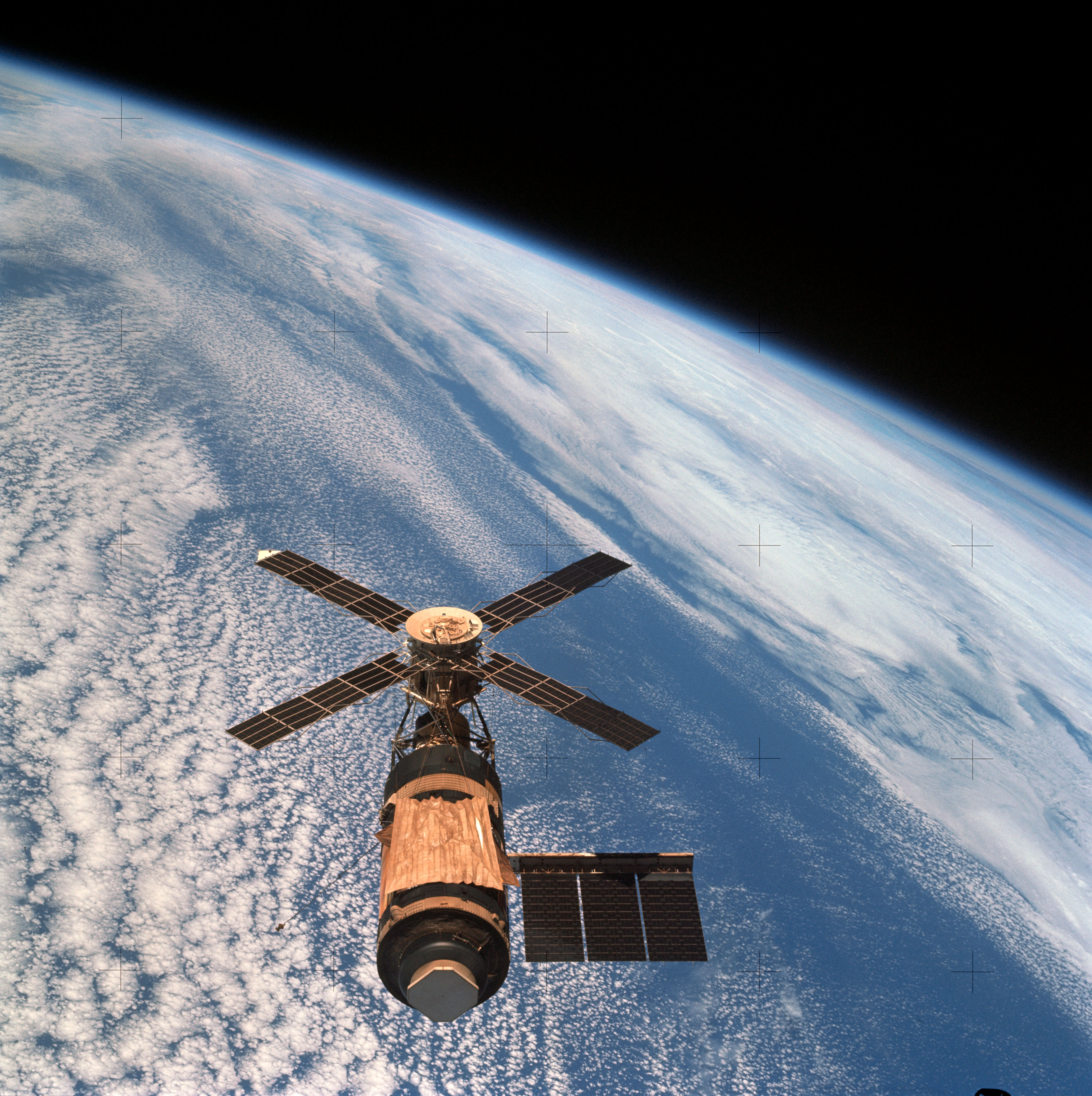
Скайлаб 1974м
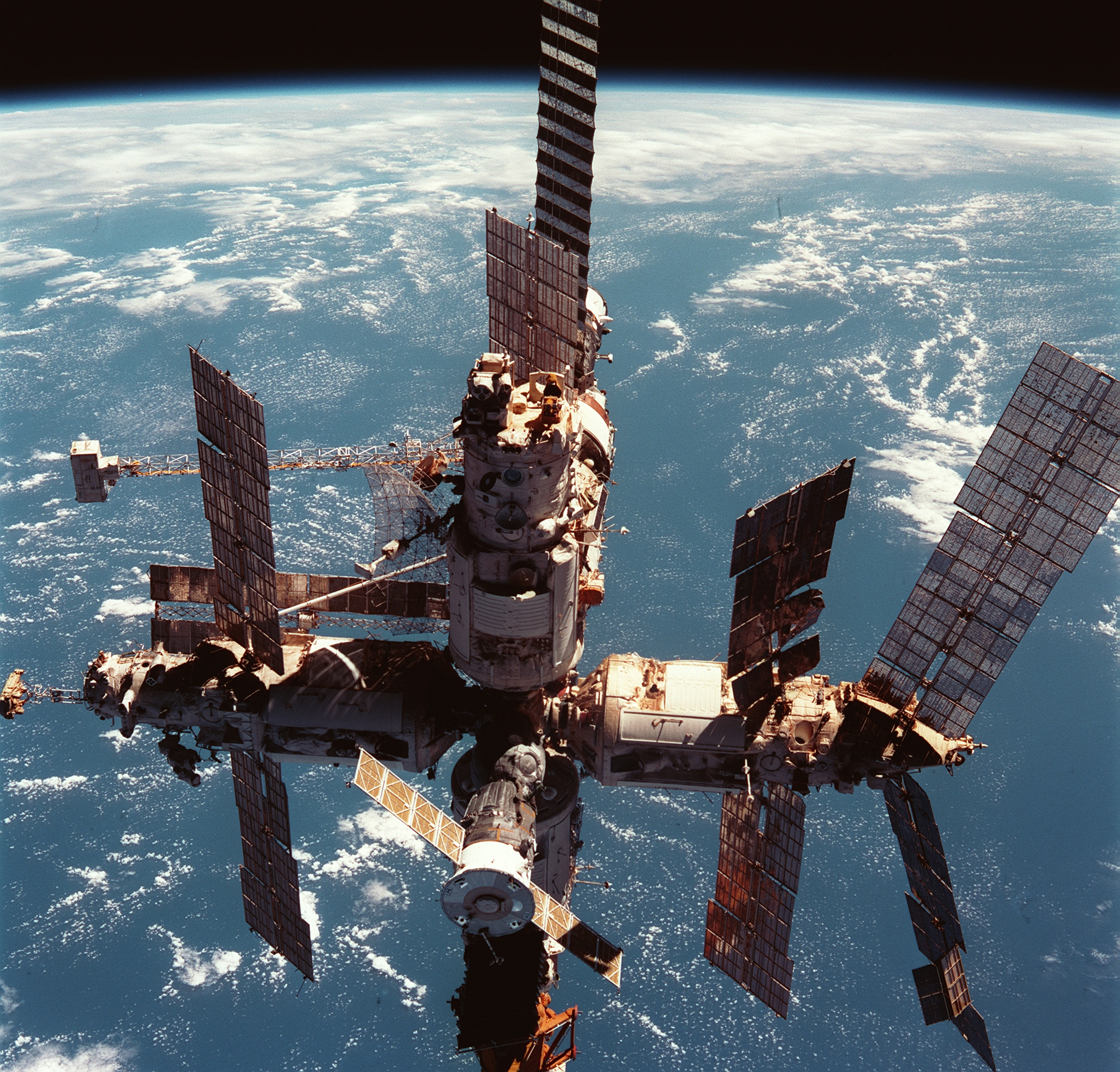
«Мир». Червень 1998м
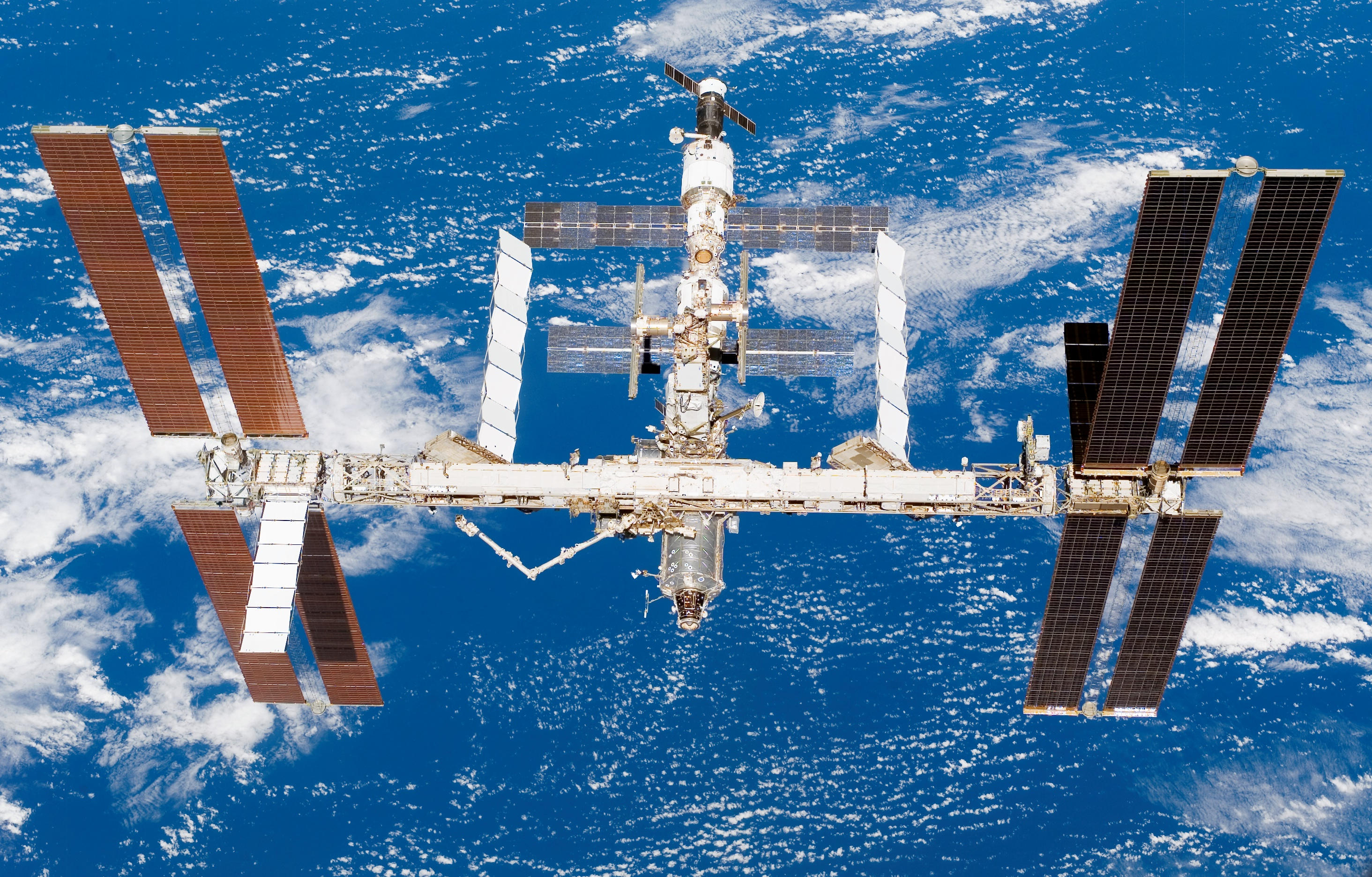
МКС (серпень 2007 року)

## Орбітальні станції
- Салют — серія орбітальних станцій
  - Салют-1 (ДОС-1, 1971)
  - ДОС-2 (1972) — не вийшла на орбіту
  - Салют-2 (ОПС-1, 1973) — розгерметизація, також частина проєкту Алмаз
  - Космос-557 (ДОС-3, 1973) — контроль втрачено
  - Салют-3 (ОПС-2, 1974—1975), частина проєкту Алмаз
  - Салют-4 (ДОС-4, 1974—1977)
  - Салют-5 (ОПС-3, 1976—1977), частина проєкту Алмаз
  - Салют-6 (ДОС-5-1, 1977—1982)
  - Салют-7 (ДОС-5-2, 1982—1991)
- США SkyLab (1973—1979)
- Росія Мир (Салют-8, ДОС-6, 1986—2001)
- МКС (з 1998) — кондомініум 16 держав
- США Genesis — приватна надувна ненаселена станція Комерційна космічна станція Бігелоу, належить американській компанії Bigelow Aerospace
  - Genesis I (з 2006)
  - Genesis II (з 2007)
- КНР Тяньгун-1(з 2011), Тяньгун-2

## Майбутні проєкти
У 2019 році планується запуск Китайської космічної станції, а у 2021 році — Космічного готелю Aurora. Фахівці Британського міжпланетного товариства опрацьовують проєкт величезного космічного поселення — свого роду сильно збільшений аналог МКС. Космічна колонія планується циліндричної форми і сягатиме в діаметрі трохи менше 6,5 км, а її довжина складе 32 км. Тисячі людей зможуть жити і працювати на борту гігантської орбітальної станції. На думку ідеологів проєкту, створити космічне місто можна буде через 20 років.
Російська орбітальна станція (РОСС) , має прийти на зміну МКС після 2025 року.
На 2026 рік заплановано початок побудови космічної станції Voyager Station, на якій задумано розмістити перший комерційний космічний готель на 400 місць.